# Franciszek Włodek

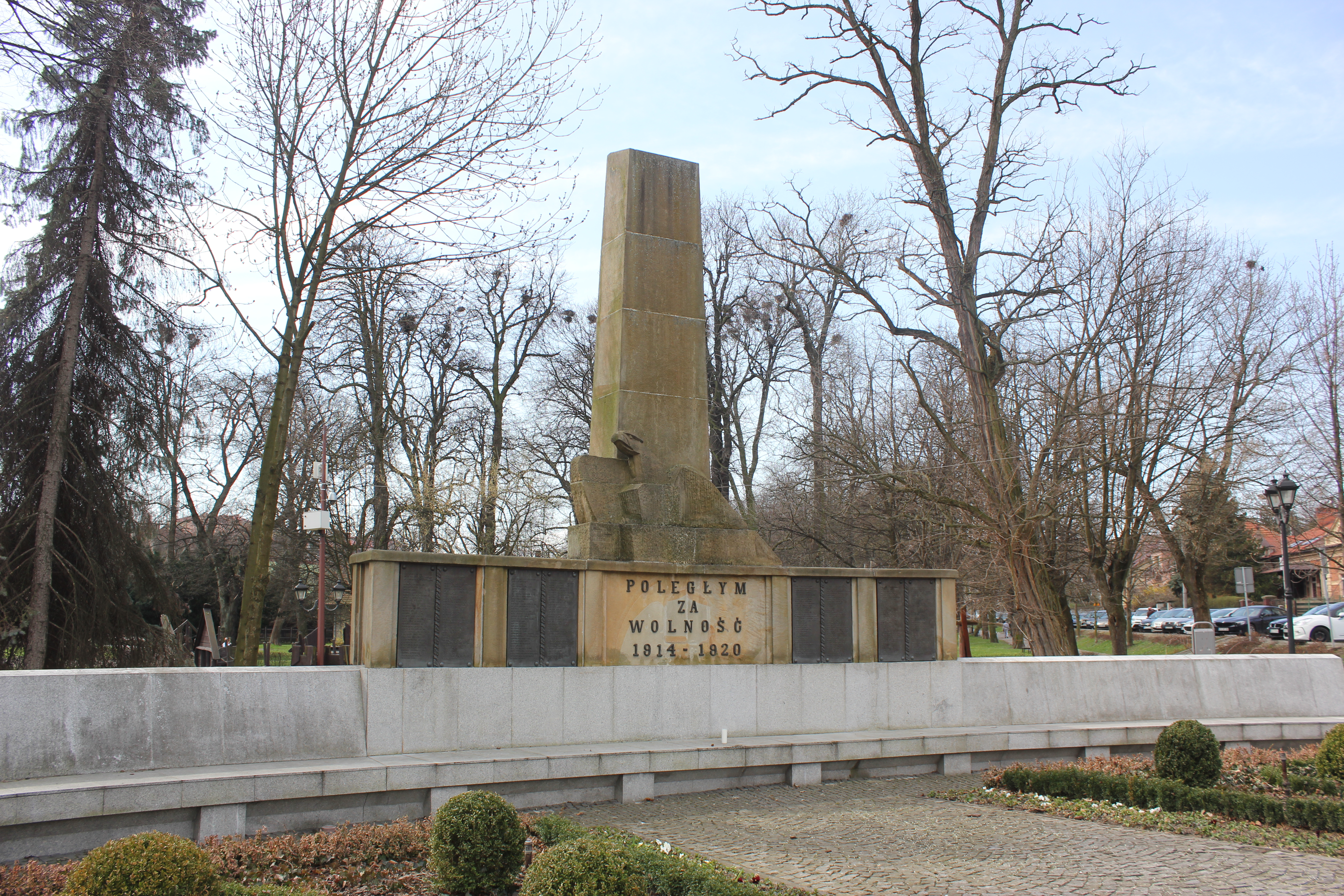
Pomnik Poleglym za Wolność w Bochni

Franciszek Włodek (ur. 21 lipca 1894 w Szarowie, zm. 29 października 1915 pod Kamieniuchą) – plutonowy Legionów Polskich, działacz niepodległościowy, kawaler Orderu Virtuti Militari.

## Życiorys
Urodził się 21 lipca 1894 we wsi Szarów, w ówczesnym powiecie bocheńskim Królestwa Galicji i Lodomerii, w rodzinie Jakuba i Anny z Kalickich. Uczęszczał do szkoły powszechnej w Niepołomicach, a od 1907 do c. k. Gimnazjum w Bochni, w którym ukończył siedem klas. W latach 1911–1914 był czynnym działaczem Organizacji „Promień”, a w latach 1912–1914 Związku Strzeleckiego. 
Od sierpnia 1914 służył w szeregach Legionów Polskich w których otrzymał przydział do 2 pułku piechoty. We wrześniu w stopniu plutonowego wyruszył z dowodzonym przez kapitana Kazimierza Fabrycego batalionem na front w Karpatach. W 1915 otrzymał przeniesienie do 11. kompanii 6 pułku piechoty. Podpułkownik Wilhelm Orlik-Rückemann we wniosku na odznaczenie Orderem Virtuti Militari napisał:

W czasie ataku nocnego na Kołodię dn. 1 X 1915 r. plut. Włodek Franciszek z kilkoma ludźmi powstrzymał kontratak przeważających sił nieprzyjacielskich, umożliwił ściągnięcie rezerw na zagrożony odcinek, przyczyniając się tym do odparcia naieprzyjaciela. Również w nocy z 5 na 6 X podjął się na ochotnika przeniesienia ważnego rozkazu ze stacji Maniewicze do Perekrestie, co z narażeniem życia uskutecznił.

Za te czyny został odznaczony austriackim Srebrnym Medalem Waleczności 2. klasy, a później Krzyżem Srebrnym Orderu Wojskowego Virtuti Militari. 29 października 1915 zmarł na skutek ran odniesionych w bitwie pod Kamieniuchą na Wołyniu. Był kawalerem, nie miał dzieci.
Nazwisko i imię Pawła Włodka znajduje się na jednej z czterech tablic na pomniku Poległym za Wolność w Bochni oraz na tablicy pamiątkowej w westybulu budynku I Liceum Ogólnokształcącego im. Króla Kazimierza Wielkiego w Bochni.

## Ordery i odznaczenia
Wszystkie ordery i odznaczenia zostały mu nadane pośmiertnie.
- Krzyż Srebrny Orderu Wojskowego Virtuti Militari nr 6420 – 17 maja 1922[10][15][16][17][6]
- Krzyż Niepodległości – 6 czerwca 1931 „za pracę w dziele odzyskania niepodległości”[18][19][20][21]
- Krzyż Walecznych czterokrotnie[22] – „za czyny orężne w bojach byłego 6 pp Leg.”[23][5][6]
- Krzyż Pamiątkowy 6 pułku piechoty Legionów Polskich[24]
- Srebrny Medal Waleczności 2. klasy[25][26]